# Murmillo

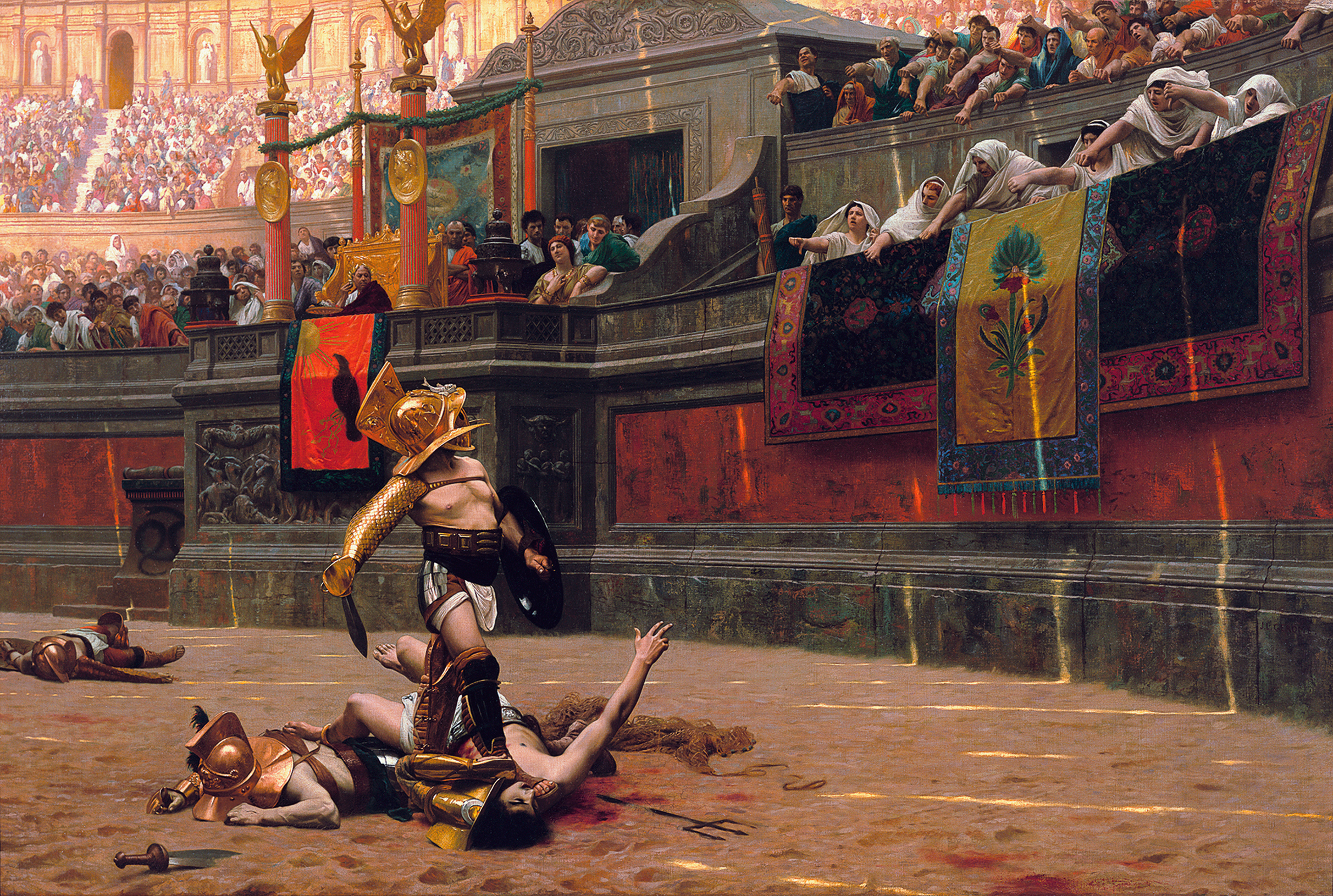
Murmillo nad błagającym o życie retiariusem. Obraz Pollice verso autorstwa Jeana-Léona Gérôme’a

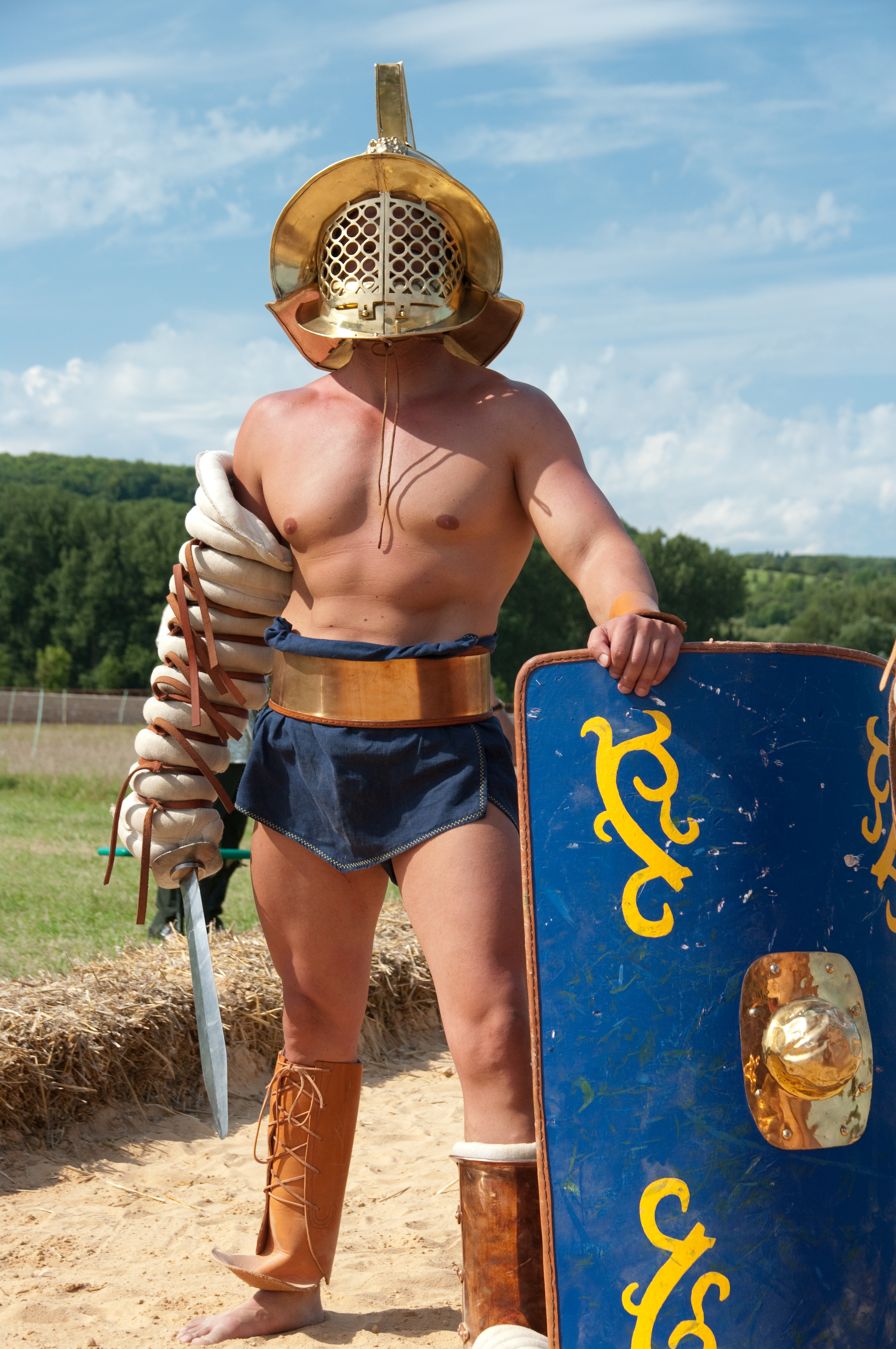
Murmillo – współczesna rekonstrukcja

Murmillo (także mirmillo, myrmillo) – gladiator w charakterystycznym hełmie o szerokim płaskim rondzie i dużym metalowym grzebieniu na czubie. Zastąpił na arenie Samnitę w I wieku naszej ery. Murmillo często walczył z thraexem i hoplomachusem którzy zazwyczaj byli wyposażeni w grecką broń i zbroję, a zatem murmillo wyrzeźbiony jak rzymski legionista był odbiciem bitwy między starożytną Grecją a starożytnym Rzymem. Zdarzało mu się też pojedynkować z retiariusem (sieciarzem).

## Ekwipunek
Hełm murmillo zwany Cassis Crista przypominał głowę ryby mormylos i posiadał dużą kratę z otworami chroniącą twarz gladiatora. Do hełmu wykonanego z brązu, przymocowywał pióra lub kitę z końskiego włosia, a także przyozdabiał go cynowymi lub złotymi łuskami co powodowało, że pancerz w słońcu robił interesujące wrażenie na widzach. Murmillo uzbrojony był w miecz gladius, którym mógł zadawać bardzo precyzyjne pchnięcia celując w brzuch i nogi. Posiadał dużą prostokątną i wytrzymałą tarczę podobną do scutum używanej przez legionistów dzięki której mógł skutecznie odpierać ciosy każdego przeciwnika. Jego opancerzeniem był ochraniacz na golenie wykonany najczęściej ze złota bądź srebra zwany ocrea oraz gruba wyściółka pod ochraniacz zapobiegająca siniakom i otarciom zwana fasciae. Lewe ramię chronił metalowym naramiennikiem, który nałożony był na ochraniacz z pikowanej tkaniny (ochraniacz pokrywał także drugą rękę aż po nadgarstek). Uzupełnieniem ekwipunku był szeroki pas.